# Дефектоскоп

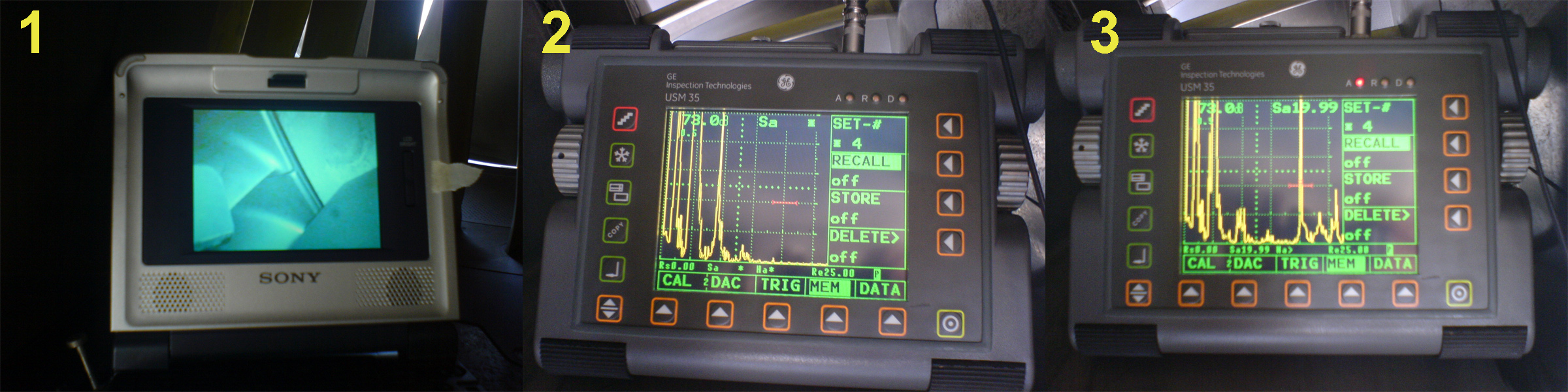
2 и 3 — дисплей ультразвукового дефектоскопа при контроле двигателя V2500

Дефектоско́п (лат. defectus «недостаток» + др.-греч. σκοπέω «наблюдаю») — устройство для обнаружения дефектов в изделиях из различных металлических и неметаллических материалов методами неразрушающего контроля. К дефектам относятся нарушения сплошности или однородности структуры, зоны коррозионного поражения, отклонения хим. состава и размеров и др. Область техники и технологии, занимающаяся разработкой и использованием дефектоскопов называется дефектоскопия. С дефектоскопами функционально связаны и другие виды средств неразрушающего контроля: течеискатели, толщиномеры, твердомеры, структуроскопы, интроскопы и стилоскопы.

## Применение
Дефектоскопы используются в транспорте, различных областях машиностроения, химической промышленности, нефтегазовой промышленности, энергетике, строительстве, научно-исследовательских лабораториях для определения свойств твердого тела и молекулярных свойств и в других отраслях; применяются для контроля деталей и заготовок, сварных, паяных и клеевых соединений, наблюдения за деталями агрегатов. Некоторые дефектоскопы позволяют проверять изделия, движущиеся со значительной скоростью (например, трубы в процессе прокатки), или сами могут передвигаться с большой скоростью относительно изделия (например, рельсовые дефектоскопы, тележки и вагоны-дефектоскопы). Существуют дефектоскопы для контроля изделий, нагретых до высокой температуры.

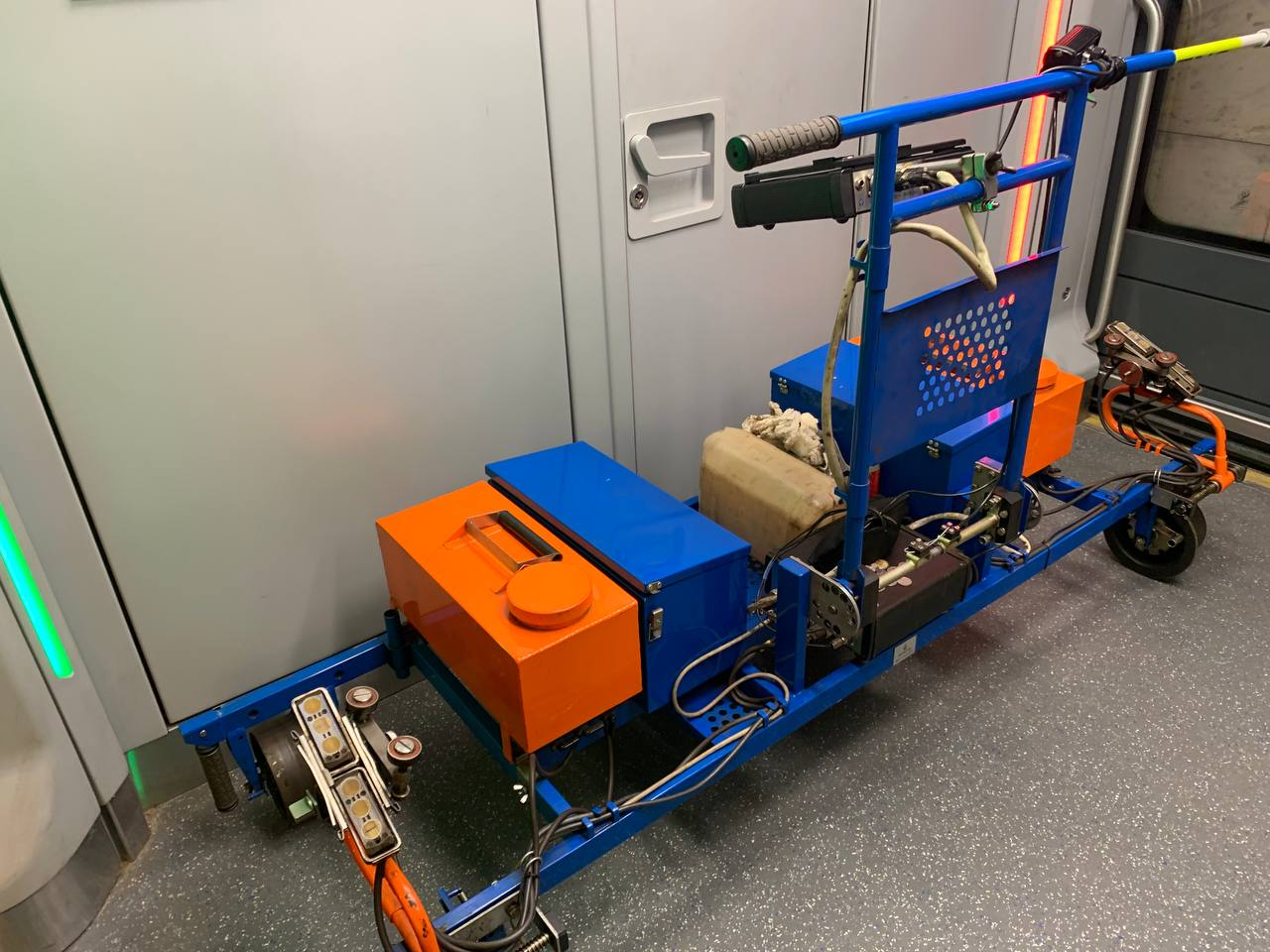
Дефектоскоп АВИКОН-11 для проверки путей в Петербургском метрополитене

## Акустические (ультразвуковые) дефектоскопы

### Импульсные ультразвуковые дефектоскопы

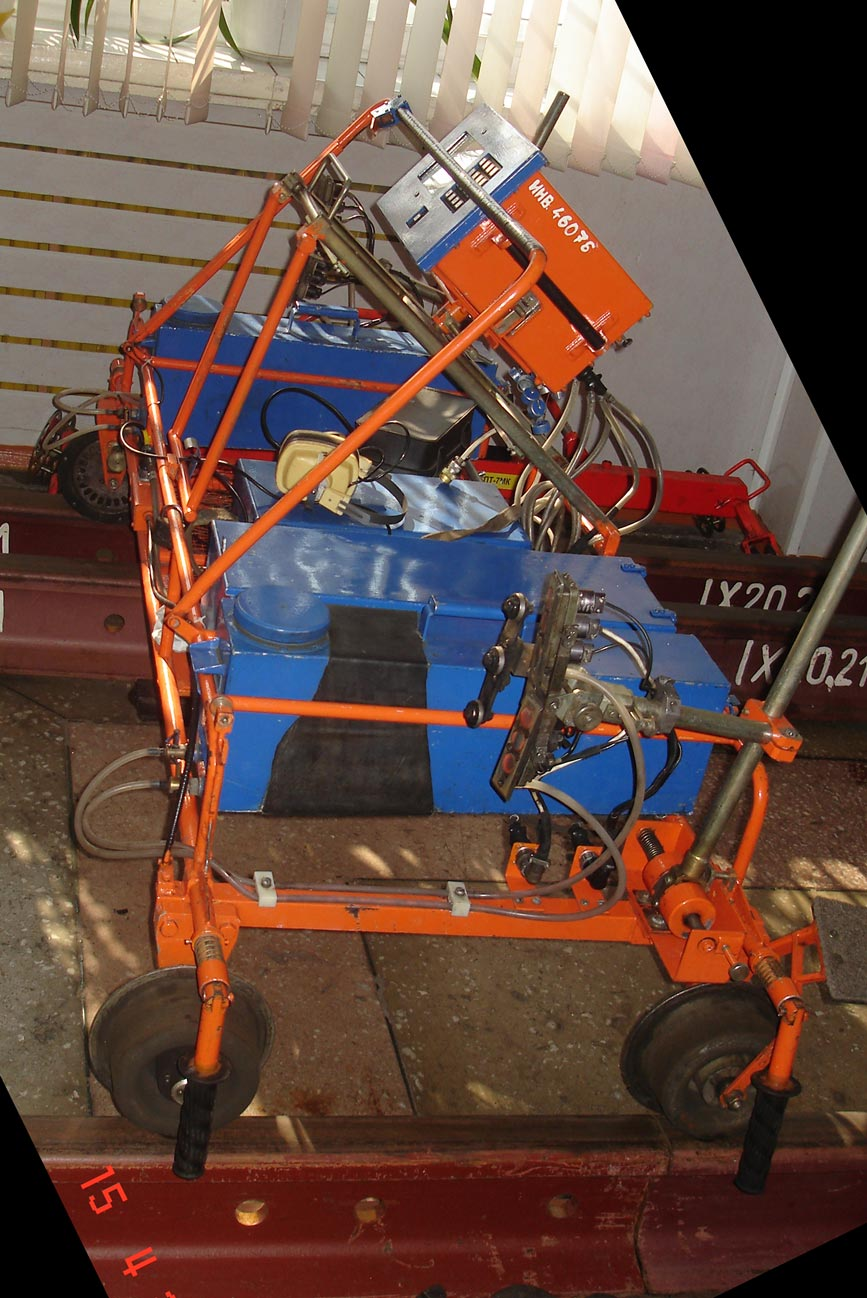
Ультразвуковой дефектоскоп для контроля рельсов

В импульсных дефектоскопах используются эхо-метод, теневой и зеркально-теневой методы контроля.
- Эхо-метод основан на посылке в изделие коротких импульсов ультразвуковых колебаний и регистрации интенсивности и времени прихода эхосигналов, отражённых от несплошностей (дефектов). Для контроля изделия датчик эходефектоскопа сканирует его поверхность. Метод позволяет обнаруживать поверхностные и глубинные дефекты с различной ориентировкой.
- При теневом методе ультразвуковые колебания, встретив на своём пути дефект, отражаются в обратном направлении. О наличии дефекта судят по уменьшению энергии ультразвуковых колебаний или по изменению фазы ультразвуковых колебаний, огибающих дефект. Метод широко применяют для контроля сварных швов, рельсов и др.
- Зеркально-теневой метод используют вместо или в дополнение к эхо-методу для выявления дефектов, дающих слабое отражение ультразвуковых волн в направлении раздельно-совмещённого преобразователя. Дефекты (например, вертикальные трещины), ориентированные перпендикулярно поверхности, по которой перемещают преобразователь(поверхности ввода), дают очень слабый рассеянный и донный сигналы благодаря тому, что на их поверхности продольная волна трансформируется в головную, которая в свою очередь излучает боковые волны, уносящие энергию. Пример применения зеркально-теневого метода — контроль рельсов на вертикальные трещины в шейке. По чувствительности этот метод обычно в 10—100 раз хуже эхо-метода.

При контроле сварных соединений необходимо обеспечивать тщательное прозвучивание всего металла шва. Ультразвуковые волны вводятся в шов через основной металл с помощью наклонных акустических преобразователей. При поиске дефектов производят продольно-поперечное перемещение (сканирование) преобразователя вдоль шва, одновременно осуществляя его вращательное движение. Чувствительность ультразвукового контроля определяется минимальными размерами выявляемых дефектов или эталонных отражателей (моделей дефектов). В качестве эталонных отражателей обычно используют плоскодонные сверления, ориентированные перпендикулярно направлению прозвучивания, а также боковые сверления или зарубки.

### Импедансные дефектоскопы
Принцип работы основан на определении отличия полного механического сопротивления (импеданса) дефектного участка по сравнению с доброкачественным, для чего контролируемая поверхность сканируется с помощью двух пьезоэлементов, один из которых возбуждает колебания в материале, а другой воспринимает колебания.
Импедансные дефектоскопы предназначены для обнаружения дефектов, расслоений, непроклеев, пористости и нарушения целостности композитных материалов и сотовых структур в авиастроении, космической, автомобильной и других отраслях промышленности.

### Резонансные дефектоскопы
Резонансный метод основан на определении собственных резонансных частот упругих колебаний (частотой 1—10 МГц) при возбуждении их в изделии. Этим методом измеряют толщину стенок металлических и некоторых неметаллических изделий. При возможности измерения с одной стороны погрешность измерения — около 1 %. Кроме того, при помощи резонансной дефектоскопии можно выявлять зоны коррозионного поражения. Вариантом резонансного метода является спектрально-акустическая дефектоскопия.

### Другие методы акустической дефектоскопии
- Реверберационный метод основан на анализе времени объёмной реверберации— процесса постепенного затухания звука в некотором объёме — контролируемом объекте.
- Акустико-эмиссионный метод контроля основан на приеме и анализе волн акустической эмиссии, возникающих в изделии при развитии трещин в процессе его нагружения.
- Велосиметрический метод эходефектоскопии основан на измерении изменения скорости распространения упругих волн в зоне расположения дефектов в многослойных конструкциях, используется для обнаружения зон нарушения сцепления между слоями металла.
- Акустико-топографический метод основан на возбуждении в контролируемом изделии мощных изгибных колебаний заданной (в первом варианте метода) или непрерывно меняющейся (во втором варианте) частоты с одновременной визуализацией картины колебаний поверхности изделия, напр., путём нанесения на эту поверхность тонкодисперсного порошка. При достаточно сильных колебаниях поверхности изделия с заданной частотой частицы порошка из мест, не принадлежащих узлам, постепенно смещаются к узлам колебаний, рисуя картину распределения узловых линий на поверхности — т. н. фигуры Хладни. Для бездефектного изотропного материала эта картина получается чёткой и непрерывной. Если же в материале имеется дефект, то в зоне дефекта картина меняется: узловые линии искажаются в месте наличия включений, а также на участках, характеризующихся анизотропией механич. свойств, или прерываются при наличии расслоения. Если используется второй вариант метода, то при наличии расслоения находящийся над ним участок верхнего слоя изделия рассматривается как колеблющаяся, закреплённая по краю диафрагма; в момент резонанса, то есть совпадения частоты возбуждения с собственной частотой этой диафрагмы, амплитуда её колебаний резко возрастает, и частицы порошка перемещаются к границам дефектной зоны, оконтуривая её с большой точностью. Работа ведётся на частотах 30—200 кГц. Чувствительность метода весьма высока: в многослойном изделии (напр., биметал-лич. или триметаллич. лист) с толщиной верхнего листа 0,25 мм обнаруживаются дефекты протяжённостью 1 —1,5 мм. Мёртвая зона отсутствует, сканирование не требуется — излучатель прижимается к поверхности изделия в одной точке.

## Магнитно-порошковые дефектоскопы
Дефектоскоп позволяет контролировать различные по форме детали, сварные швы, внутренние поверхности отверстий путём намагничивания отдельных контролируемых участков или изделия в целом циркулярным или продольным полем, создаваемым с помощью набора намагничивающих устройств, питаемых импульсным или постоянным током, или с помощью постоянных магнитов.
Принцип действия основан на создании поля рассеяния над дефектами контролируемой детали с последующим выявлением их магнитной суспензией. Наибольшая плотность магнитных силовых линий поля рассеяния наблюдается непосредственно над трещиной (или над другой несплошностью) и уменьшается с удалением от неё.
Для обнаружения несплошности на поверхность детали наносят магнитный порошок, взвешенный в воздухе (сухим способом) или в жидкости (мокрым способом). На частицу в поле рассеяния будут действовать силы: магнитного поля, направленная в область наибольшей плотности магнитных силовых линий, то есть к месту расположения трещины; тяжести; выталкивающего действия жидкости; трения; силы электростатического и магнитного взаимодействия, возникающие между частицами.
В магнитном поле частицы намагничиваются и соединяются в цепочки. Под действием результирующей силы частицы притягиваются к трещине и накапливаются над ней, образуя скопление порошка. Ширина полоски (валика) из осевшего порошка значительно больше ширины раскрытия трещины. По этому осаждению — индикаторному рисунку определяют наличие дефектов.

## Вихретоковые дефектоскопы
Принцип действия основан на методе вихревых токов, заключающемся в возбуждении вихревых токов в локальной зоне контроля и регистрации изменений электромагнитного поля вихревых токов, обусловленных дефектом и электрофизическими свойствами объекта контроля. Характеризуется небольшой глубиной контроля, то есть трещины и несплошности материала на глубине до 2 мм

## Феррозондовые дефектоскопы (Дефектоскопы-градиентометры)
Их принцип действия основан на том, что при движении феррозонда (чувствительного элемента, реагирующего на изменение магнитного поля) вдоль изделия вырабатываются импульсы тока, форма которых зависит от наличия дефектов в изделии. Высокая чувствительность дефектоскопов-градиентометров позволяет выявлять дефекты с шириной раскрытия в несколько микрометров и глубиной от 0,1 мм. Возможно выявление дефектов под немагнитным покрытием толщиной до 6 мм. Шероховатость контролируемых поверхностей — до Rz 320 мкм. Дефектоскопы-градиентометры применяются для контроля литых деталей, проката, сварных соединений.

## Электроискровые дефектоскопы
Принцип действия основан на электрическом пробое воздушных промежутков между касающимся поверхности изоляционного покрытия щупом, подключённым к одному полюсу источника высокого напряжения, и диагностируемым объектом, подключённым к другому полюсу источника высокого напряжения непосредственно или через грунт при помощи заземлителя.

## Термоэлектрические дефектоскопы
Принцип действия термоэлектрических дефектоскопов основан на измерении электродвижущей силы (термоэдс), возникающей в замкнутой цепи при нагреве места контакта двух разнородных материалов. Если один из этих материалов принять за эталон, то при заданной разности температур горячего и холодного контактов величина и знак термоэдс будут определяться химическим составом второго материала. Этот метод обычно применяют в тех случаях, когда требуется определить марку материала, из которого состоит полуфабрикат или элемент конструкции (в том числе, в готовой конструкции).

## Радиационные дефектоскопы
В радиационных дефектоскопах осуществляется облучение объектов рентгеновскими, α-, β- и γ-лучами, а также нейтронами. Источники излучений — рентгеновские аппараты, радиоактивные изотопы, линейные ускорители, бетатроны, микротроны. Радиационное изображение дефекта преобразуют в радиографический снимок (радиография), электрический сигнал (радиометрия) или световое изображение на выходном экране радиационно-оптического преобразователя или прибора (радиационная интроскопия, радиоскопия).
Первый радиационный дефектоскоп был внедрён в 1933 году на Балтийском судостроительном заводе изобретателем Л. В. Мысовским и использовался для выявления дефектов литья в толстых металлических плитах к печам «Мигге-Перроя».

## Инфракрасные дефектоскопы
Инфракрасные дефектоскопы используют инфракрасные (тепловые) лучи для обнаружения непрозрачных для видимого света включений. Так называемое инфракрасное изображение дефекта получают в проходящем, отражённом или собственном излучении исследуемого изделия. Дефектные участки в изделии изменяют тепловой поток. Поток инфракрасного излучения пропускают через изделие и регистрируют его распределение теплочувствительным приёмником.

## Радиоволновые дефектоскопы
Радиодефектоскопия основана на проникающих свойствах радиоволн сантиметрового и миллиметрового диапазонов (микрорадиоволн), позволяет обнаруживать дефекты главным образом на поверхности изделий обычно из неметаллических материалов. Радиодефектоскопия металлических изделий из-за малой проникающей способности микрорадиоволн ограничена. Этим методом определяют дефекты в стальных листах, прутках, проволоке в процессе их изготовления, а также измеряют их толщину или диаметр, толщину диэлектрических покрытий и т. д. От генератора, работающего в непрерывном или импульсном режиме, микрорадиоволны через рупорные антенны проникают в изделие и, пройдя усилитель принятых сигналов, регистрируются приёмным устройством.

## Электронно-оптические дефектоскопы
ЭОД предназначены для дистанционного контроля высоковольтного энергетического оборудования, находящегося под напряжением. В основе метода диагностики лежит определение характеристик коронных (КР) и поверхностно-частичных разрядов (ПЧР), а также их зависимостей от величины напряжения и степени загрязнения изоляции.

## Капиллярные дефектоскопы
Капиллярный дефектоскоп представляет собой совокупность приборов капиллярного неразрушающего контроля. Капиллярный контроль основан на искусственном повышении свето- и цветоконтрастности дефектного участка относительно неповреждённого. Методы капиллярной дефектоскопии позволяют обнаруживать невооружённым глазом тонкие поверхностные трещины и др. несплошности материала, образующиеся при изготовлении и эксплуатации деталей машин. Полости поверхностных трещин заполняют специальными индикаторными веществами (пенетрантами), проникающими в них под действием сил капиллярности.
Для так называемого люминесцентного метода пенетранты составляют на основе люминофоров (керосин, нориол и др.). На очищенную от избытка пенетранта поверхность наносят тонкий порошок белого проявителя (окись магния, тальк и т. п.), обладающего сорбционными свойствами, за счёт чего частицы пенетранта извлекаются из полости трещины на поверхность, обрисовывают контуры трещины и ярко светятся в ультрафиолетовых лучах. При так называемом цветном методе контроля пенетранты составляют на основе керосина с добавлением бензола, скипидара и специальных красителей (например, красной краски).

## История
- Жак и Пьер Кюри в 1880—1881 годах обнаружили обратимый пьезоэлектрический эффект, что позволило использовать кварц как преобразователь электрических колебаний в звуковые
- Первый дефектоскоп для обнаружения повреждений в электроцепи был разработан Дмитрием Александровичем Лачиновым в конце 1880-х годов — Дефектоскоп Лачинова[2]
- Лорд Рэлей в 1885—1910 годах разработал теорию распространения звука в твердых веществах
- Эхо-импульсный способ впервые применили Лангвэн и Шиловски с пьезоэлектрическими преобразователями в водной среде в 1915—1917 гг
- В 1922 году запатентован магнитный метод обнаружения дефектов артиллерийских стволов с помощью магнитного порошка, открытый Уильямом Э. Хоуком во время Первой мировой войны
- Первые дефектоскопы, работающие на непрерывном звуке, создали в 1928 С. Я. Соколов и в 1931 г. Мюльхойзер
- 1937—1938 год — первая в мире установка, использующая переменный ток для контроля конструкций железной дороги и колесных пар (компания MAGNAFLUX, США)
- Эхо-импульсные дефектоскопы (принцип действия и прибор) создали впервые в 1939—1942 г. Файрстон в США, Спрулс в Великобритании и Крузе в Германии
- Первые эхо-импульсные дефектоскопы были выпущены в 1943 г. почти одновременно фирмами «Сперри продактс инк.» (Данберри, США) и «Кельвин энд Хьюз лтд.» (Лондон)

### Нормативно-техническая документация
- ГОСТ 29025-91 Контроль неразрушающий. Дефектоскопы рентгенотелевизионные с рентгеновскими электронно-оптическими преобразователями и электрорентгенографические. Общие технические требования
- ГОСТ 26114-84 Контроль неразрушающий. Дефектоскопы на базе ускорителей заряженных частиц. Основные параметры и общие технические требования
- ГОСТ 23764-79 Гамма-дефектоскопы. Общие технические условия
- ГОСТ 25113-86 Контроль неразрушающий. Аппараты рентгеновские для промышленной дефектоскопии. Общие технические условия
- ГОСТ 26170-84 Контроль неразрушающий. Приборы радиоволновые. Общие технические требования
- ГОСТ 20426-82 Контроль неразрушающий. Методы дефектоскопии радиационные. Область применения
- ГОСТ 23667-85 Контроль неразрушающий. Дефектоскопы ультразвуковые. Методы измерения основных параметров
- ГОСТ 8.283-78 Государственная система обеспечения единства измерений. Дефектоскопы электромагнитные. Методы и средства поверки
- ГОСТ 18353-79 Контроль неразрушающий. Классификация видов и методов
- ГОСТ 24450-80 Контроль неразрушающий магнитный. Термины и определения
- ТУ 25-06.1604-79 Дефектоскоп ПМД-70
- ТУ 25-06.ЭД1.1604-79 Дефектоскоп ГСП ПМД-70(МД-70ПК-111У)
- ТУ 25-06-1700-75 Дефектоскоп МД-50П (МД-50ПК-ПЦ)
- ТУ 25.06.1819-77 Аппараты рентгенодефектоскопические стационарные РАП-150/300
- ТУ 25-06.1877-79 Аппараты рентгеновские переносные для промышленной дефектоскопии РАП-160-6П
- ISO 12710:2002 Контроль неразрушающий. Ультразвуковой контроль. Оценка электронных характеристик ультразвуковых дефектоскопов